# 竹内朋康
竹内 朋康（たけうち ともやす、1973年6月4日 - ）は、日本のミュージシャン。福井県鯖江市出身。

## 人物
ファンクバンドSUPER BUTTER DOGの元ギタリスト。バンド解散後はソロのほかにRHYMESTERのMummy-Dとのユニット・マボロシ、竹内朋康 & The Laidbacks、椎名純平らと結成したファンク・ソウル・バンドのDezille Brothers、屋敷豪太らとのギタートリオFiasco3など、様々なバンドやユニットで並行して活動。地元福井県ではTHE NEW BEADSという老舗ファンク・バンドにも在籍している。また堂本剛のENDLICHERI☆ENDLICHERIやSHAMANIPPON、安室奈美恵、忌野清志郎、Crystal Kay、さかいゆう、椎名林檎、Sugar Soul、NITRO MICROPHONE UNDERGROUNDなど、数多くのアーティストのプロデュースワークやレコーディング、ライブに参加している。
2008年9月に一般女性と結婚し、2014年2月7日に第1子となる女児が誕生。

## 来歴
1997年、「SUPER BUTTER DOG」がメジャーデビュー。
2004年、RHYMESTERのMummy-Dと共にユニット「マボロシ」を結成。KREVAプロデュースのレーベルコンピレーションではラップも披露。
2010年、椎名純平を中心に結成された「Dezille Brothers」で活動開始し、2011年にデビューアルバム『だしの取りかた』をキングレコードよりリリース。同年、屋敷豪太、鈴木渉と「Fiasco3」を結成し、2011年5月15日に都内イベントでデビューアルバム「So Fiasco!!!」をリリース。
2013年6月、ライブ会場限定CD「Head Banger - EP」を制作中のソロアルバムから先行リリース。
2014年11-12月、椎名林檎のアリーナツアー「林檎博'14 ―年女の逆襲―」に参加。12月、ギターのみならず全ての楽器を自ら演奏した初ソロアルバム『COSMOS』をorigami PRODUCTIONSよりリリース。
2015年、「竹内朋康 & Friends / TOUR “COSMOS” 2015」と題した全国ツアーを敢行。

## 所属バンド及びプロジェクト
SUPER BUTTER DOG
1994年に結成したファンクバンドで、1997年にメジャーデビュー。活動休止を経て2008年に解散。竹内はギターを担当していた。
マボロシ
RHYMESTERのMC・Mummy-Dこと坂間大介と組んだ、珍しいラッパーとギタリストのユニット。
竹内朋康 & The Laidbacks
竹内を中心に集まったジャズ・ファンク系のインストバンド。楽曲制作はしておらず、ライブ中心のセッションバンド。
Dezille Brothers
R&Bシンガー椎名純平を中心に結成されたソウル・ファンクバンド。
シイタケ
Dezille Brothersから派生したボーカル椎名純平とのユニット。
Fiasco 3
竹内がフロントマンを務めるスリーピースバンド。メンバーは竹内朋康（g, vo）、鈴木渉（b, vo）、屋敷豪太（ds, vo）。2008年、KREVAの『MTV Unplugged』をきっかけに結成。
竹内朋康カルテット
ファンク・ジャム・ユニット。メンバーは竹内朋康（Gt）、タケウチカズタケ（Key/ SUIKA, A Hundred Birds）、栗原健（Sax）、岡野tiger諭（Dr）、大竹重寿（Dr/ cro-magnon）。
竹内朋康カルテット2
メンバーは竹内朋康（Gt）、タケウチカズタケ（Key/ SUIKA, A Hundred Birds）、TOMOHIKO（Bass/ HOMARE, ex.SUPER BUTTER DOG）、柿沼和成（Dr/ 犬式, 光風&GREEN MASSIVE）。
ENDRECHERI

## サポート

### レコーディング
ギター、ラップ、プログラミング、リミックス、プロデュースなどで参加。
- azumi（wyolica）
- 安室奈美恵
- アルファ
- 井手麻理子
- 忌野清志郎 featuring RHYMESTER
- Keyco（キイコ）
- KREVA（KICK THE CAN CREW）
- KEN THE 390
- COMA-CHI
- さかいゆう
- 椎名林檎
- Zeebra
- Sugar Soul
- supreme sound recreation
- DABO
- chari chari（井上薫）
- 堂本剛（ENDRICHERI☆ENDRICHERI、244 ENDLI-X、ENDRECHERI）
- 堂珍嘉邦 (CHEMISTRY)
- 野宮真貴
- Bikeyours
- BASIL
- 浜崎貴司
- BLACK BOTTOM BRASS BAND
- FREEASY BEATS
- MOOMIN
- ももいろクローバーZ
- RHYMESTER
- RYTHEM
- LITTLE（KICK THE CAN CREW）

## 主な作品
SUPER BUTTER DOG、マボロシ、竹内朋康 & The Laidbacks、Dezille Brothersとしての作品は除く。

### 参加作品
| 発売日         | アーティスト名 | タイトル                                          | 規格品番             | 収録曲 | レーベル                  |
| -------------- | -------------- | ------------------------------------------------- | -------------------- | --- | ------------------------- |
| 1999年02月24日 | ZEEBRA         | 『THE RHYME ANIMAL REMIX E.P.2』                  | PSCR-5737            | 1.未来への鍵 feat. AKEEM DA MANAGOO (Skull Cut Mix)                                                                                       | FUTURE SHOCK              |
| 2006年1月25日  |                | くレーベルコンピ【其の二】〜100%RAP〜             | く-002               | カッケーゾ（くぅ）〜original version〜/ KREVA･CUEZERO･竹内朋康･SONOMI                                                                     | くレーベル                |
| 2007年2月21日  | DABO           | 『DABO Presents B.M.W. -BABY MARIO WORLD- Vol.1』 | TOCT-26189           | Shall We Rock? feat."E"qual, TARO SOUL, 竹内朋康                                                                                          | EMIミュージック・ジャパン |
| 2008年09月03日 | FREEASY BEATS  | 『FUNTASTIC BEACH』                               | KICS-91386 KICS-1386 | 1.FREEASY STYLE 【作詞:FREEASY BEATS/作曲:FREEASY BEATS & 竹内朋康/編曲:竹内朋康】 5.UNTOUCHABLE 【作詞作曲:FREEASY BEATS/編曲:竹内朋康】 | キングレコード            |
| 2009年06月24日 | 椎名林檎       | 『三文ゴシップ』                                  | TOCT-26840           | 1.流行（ギターで参加。PVにも出演） | EMIミュージック・ジャパン |
| 2009年07月24日 |                | WINDBLOW                                          | XQWB-001             | WHO'S DA FUNKIEST / BLACK BOTTOM BRASS BAND×Spinna B-ILL×竹内朋康×HEAVYLOOPER                                                             | FREEWORKS                 |
| 2010年07月28日 | KOHEI JAPAN    | 『大人チャレンジ』                                | PCCA-03201           | よそ者 feat, 竹内朋康/ KOHEI JAPAN | ポニーキャニオン          |
| 2011年03月11日 | K.I.N          | 『IVORY TOWER』                                   | OPS-001              | T.K SHOW Featuring 竹内朋康 | Optimystik Sounds         |
| 2011年7月6日   | SING J ROY     | 『IRIE 365』                                      | DTR-003              | Rord Cord feat 竹内朋康 | Danne the records         |
| 2015年02月04日 | さかいゆう     | 『さかいゆうといっしょ』                          | AUCL-175             | SHIBUYA NIGHT (featuring TOMOYASU TAKEUCHI)                                                                                               | Ariola                    |

## タイアップ
| 曲名                              | タイアップ                       |
| --------------------------------- | -------------------------------- |
| Step by Step feat.Full Of Harmony | フジテレビ『テラスハウス』挿入歌 |

## 主なライブ
- 2014年10月12日 - 朝霧JAM 2014(「竹内朋康カルテット」として出演)
- 2015年09月??日 - りんご音楽祭 2015(「竹内朋康 & Friends」として出演)